# 小行星4454
小行星4454（英語：4454 Kumiko）是一颗围绕太阳公转的小行星。1988年11月2日，上田清二、金田宏在钏路市发现了此天体。
这颗小行星的绝对星等为126.7224211494581等。